# Jezioro Bytyńskie
Jezioro Bytyńskie – jezioro w woj. wielkopolskim, w pow. szamotulskim, w gminie Kaźmierz. 
Jest to jezioro morenowe na Pojezierzu Poznańskim znajdujące się w zlewni Samy. W bogatej linii brzegowej wyróżniają się zatoki: południowa, wschodnia i zachodnia. W głównej części jeziora sześć wysp, na dwóch z nich znajdują się zabytki archeologiczne. Wyspy tworzyły częściowy rezerwat ornitologiczny Wyspy na Jeziorze Bytyńskim obejmujący 30,84 ha utworzony w 1980 roku, zlikwidowany w 2015, który miał na celu ochronę lęgowisk mewy śmieszki, łabędzia niemego i bąka, a także żerowiska wielu gatunków kaczkowatych, rybołowów, żurawia, bekasów a także sów błotnych i batalionów. Dodatkowo na wyspach znajdują się cenne zbiorowiska roślinne w tym torfowiska i lasy łęgowe.

## Dane morfometryczne
Powierzchnia zwierciadła wody według różnych źródeł wynosi od 308,8 ha przez 317,5 ha.
Zwierciadło wody położone jest na wysokości 84,8 m n.p.m. lub 85,4 m n.p.m. Średnia głębokość jeziora wynosi 3,5 m, natomiast głębokość maksymalna 7,0 m.
W oparciu o badania przeprowadzone w 2000 roku wody jeziora zaliczono do III klasy czystości i III kategorii podatności na degradację.